# Stegomyia aegypti
Stegomyia aegypti is een muggensoort uit de familie van de steekmuggen (Culicidae). De wetenschappelijke naam is gepubliceerd in 1762 door Linnaeus.